# N'importe qui (film, 2014)
Pour les articles homonymes, voir N'importe qui.
Pour plus de détails, voir Fiche technique et Distribution.
N'importe qui est un film français réalisé par Raphaël Frydman, sorti en 2014.
Le film met en scène l'humoriste Rémi Gaillard qui publie des vidéos sur le web depuis 1999.

## Synopsis
Rémi Gaillard est un humoriste qui s'est fait connaître en publiant des vidéos sur Internet où il se plonge dans des situations complètement potaches (comme se déguiser en cosmonaute dans un terrain de golf pour y voler des balles ou se déguiser en Pac-Man dans un supermarché pour le mettre à sac) avec un slogan : « C'est en faisant n'importe quoi qu'on devient n'importe qui. ».
Cependant, ses facéties ne plaisent pas à tout le monde, à commencer par sa femme, qui aimerait tant vivre avec un homme, et non plus avec un pitre. Lorsqu'elle décide de le quitter temporairement, Rémi tombe en dépression et quand elle revient, elle décide de l'emmener chez le médecin qui lui prescrit une tonne de médicaments. Dès lors, l'humoriste devient complètement muet.
Il est embauché en tant que commercial dans un garage automobile avec un nouveau slogan : « Ne comptez plus sur moi pour faire n'importe quoi ! ». Il semble avoir retrouvé une vie normale et sa femme attend même un heureux événement. Rémi n'hésite même pas à fermer la porte au nez de ses amis. Mais il a des hallucinations, voyant pleins de gens déguisés autour de lui, comme dans ses sketchs. Un jour, l'un de ses amis lui envoie un message, menaçant de faire n'importe quoi à sa place s'il refuse de revenir à ses vieilles habitudes. Rémi ne répond pas et plus tard, il apprendra que son compagnon est mort en voulant faire l'escargot sur l'autoroute. Accusant le coup, l'humoriste se remet à parler et redevient peu à peu ce qu'il était et rassemble ses troupes.
Après avoir jeté son assiette sur sa femme au dîner, Rémi annonce que « Et c'est que le début. ». Les 20 dernières minutes du film nous proposent de voir ou de revoir un certain nombre de sketchs de l'humoriste.

## Fiche technique
- Titre : N'importe qui
- Réalisation : Raphaël Frydman
- Société de production : Why Not Productions
- Société de distribution : Wild Bunch Distribution
- Image : Gilles Piquard
- Son : Raphaël Naquet
- Costume : Marion Vielledent
- Maquilleuse : Karine Hamelle
- Montage : Samuel Danesi, Karine Primo
- Durée : 81 minutes
- Dates de sorties :
  -  France,  Belgique : 5 mars 2014
  -  Suisse : 12 mars 2014

## Distribution
- Rémi Gaillard : Lui-même
- Nicole Ferroni : Sandra
- Franc Bruneau :    Greg
- Alban Ivanov : Arnaud
- Sylvain Katan : Gérald
- Quentin Jodar : Cheveux
- Grégory Nardella : Le patron d'Interfête
- Patrick Raynal : Le beau-père
- Brigitte Moati : La belle-mère
- Pierre Lopez : Augustin accros d'arrosage automatique
- Bob Assolen : chef d'orchestre la tribu Las Kuyas
- Catherine Beilin: la boulangère de nuit

## Accueil

### Box-office
N'importe qui est un échec au box-office dans les salles françaises, où il ne recueille que 130 000 entrées.

### Critique par Rémi Gaillard
Peu après la sortie du film, Rémi Gaillard publie sur le réseau social Facebook un message comme quoi il serait désolé du résultat final du projet cinématographique : « J'ai signé un contrat stupide y a deux ans et, finalement, je me suis fait enc**** par un individu qui a exercé son pouvoir de nuisance en post-production. » Il critique le choix de distribution, le réalisateur, mais tient cependant à féliciter les comédiens, l'équipe technique, les fans et le distributeur pour leur soutien.